# Laderegulator
En akkumulator laderegulator eller ladekredsløb begrænser den elektriske strøm, som sendes ind i "opladeregulator" (eller ud af "afladeregulator") akkumulatoren.
Termen "laderegulator" kan referere til enten en separat enhed - eller et styrekredsløb integreret i en akkumulatorpakke, batteri-/akkumulator-dreven apparat eller akkumulatorlader.
Hvis laderegulatoren indeholder et indlejret system - typisk i form af en mikrocontroller - kaldes den en computerstyret laderegulator og indeholder så også et batteristyresystem.
(Op)laderegulatoren forhindrer overladning og kan også beskytte mod overspænding, hvilket ellers vil reducere akkumulatorens ydelse og livslængde - herudover kan overladning og overspænding udgøre en sikkerhedsrisiko. Et eksempel på en simpel opladeregulator er et laderelæ.
En laderegulator kan også indeholde en "afladeregulator" eller akkumulatorvagt (batterivagt, eng. Low Voltage Disconnect; LVD), som forhindrer fuld afladning eller overafladning. Overafladning er, når den maksimale afladestrøm overskrides - eller når mindst én celles spænding falder under minimumscellespændingen eller endda skifter polaritet. En akkumulatorvagt beskytter akkumulatoren, så den bør bibeholde en normal levetid.